# نیکیتاری
نیکیتاری (به لاتین: Nikitari) یک منطقهٔ مسکونی در قبرس است که در ناحیه نیکوزیا واقع شده‌است.

## خصوصیات
نیکیتاری  ۴۲۶ نفر جمعیت دارد.